# Свердловина видобувна
Свердловина видобувна — свердловина, призначена для експлуатації родовищ природних газів, нафти, сірки, розсолів, твердих корисних копалин (підземне вилуговування). Використовується для видобування цих корисних копалин.
Свердловини діючі видобувні — основна група експлуатаційного фонду свердловин — видобувні свердловини, які давали продукцію на кінець останнього дня звітного періоду, а також ті, що простоюють або знаходяться в ремонті, які давали продукцію в останньому місяці цього періоду.
Свердловини випереджувальні видобувні — вибіркові свердловини з числа намічених у технологічній схемі розробки, які буряться і вводяться в експлуатацію першочергово в період пробної експлуатації або з початку промислової розробки покладу (експлуатаційного об'єкта) з метою одержання додаткових геолого-промислових даних.